# Крутые девчата
«Крутые девчата» (англ. Slammer Girls) — фильм режиссёра Чака Винсента.

## Сюжет
Губернатор Колуэлл получил большинство голосов на выборах из-за своей крайне популярной в народе позиции ужесточения наказания для правонарушителей. 'Одноразовое применение электрического стула дает экономию примерно в миллион долларов!' — не правда ли, серьёзный аргумент приводил в своих выступлениях Колуэлл, подсчитавший, во сколько обходится штату содержание одного преступника в течение стольких-то и стольких-то лет?..
Но есть и противники подобной точки зрения. Вернее — противницы, одна из которых, выстрелив в губернатора, попала ему прямехонько между ног. Очень скоро местная полиция водворила в женскую тюрьму блондинку Мелоди, подозреваемую в совершении преступления…
Эротическая комедия, пародирующая фильмы о нравах, царящих в Америке в местах заключения.

## В ролях
- Джефф Эгил
- Девон Дженкин
- Вероника Харт
- Саманта Фокс
- Шарон Кэйн
- Талли Шанель
- Бет Бродерик
- Шарон Келли